# Formación La Casita
La Formación La Casita es una formación geológica en México. Conserva fósiles que datan del Kimmeridgiano al Berriasiense inferior. Es lateralmente equivalente a la Formación La Caja y a la Formación Pimienta. De la formación se conocen los ictiosaurios Jabalisaurus y Acuetzpalin, así como el metriorrínquido Dakosaurus y pliosaurios indeterminados. 